# Yuppie

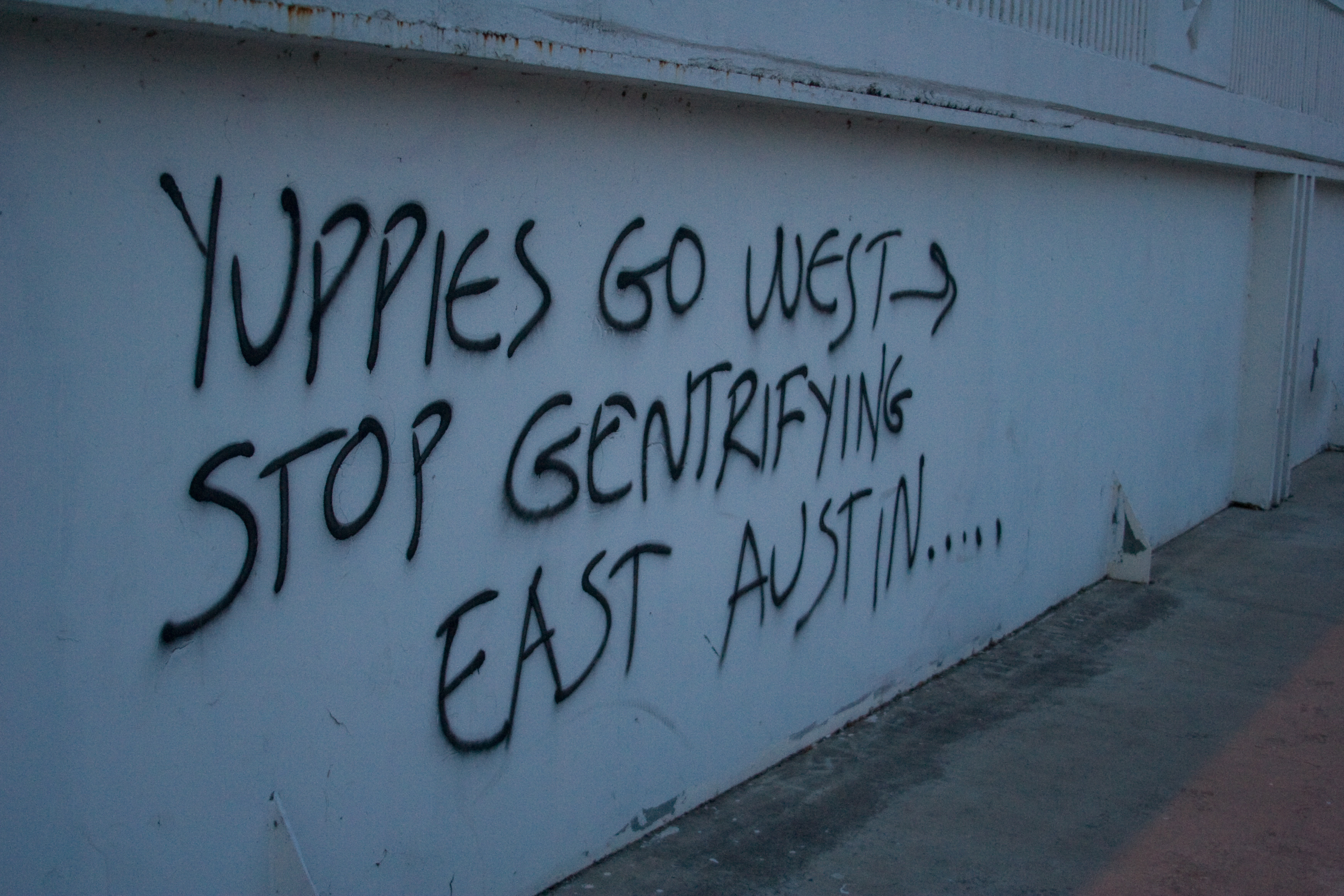
Anti-yuppie graffiti met kritiek op de gentrificatie van Austin, Texas.

Yuppie of yup is een oorspronkelijk Engelstalige afkorting en staat voor young urban professional.
Het begrip ontstond als neologisme in de jaren tachtig en betreft een hoogopgeleide jongere met een goed betaalde baan in het bedrijfsleven. De yup heeft een materialistische instelling en streeft naar statusverhogende bezittingen. De yup leeft meestal in een urbane omgeving. De  yup kwam in beeld in films als Wall Street en Working Girl, en televisieseries als Dynasty en Dallas. Yup was ten tijde van Margaret Thatcher ook wel een scheldwoord, wat wel blijkt uit de benadering van de slachtoffers van de Marchioness scheepsramp die op weinig meeleven konden wachten doordat zij als yuppen afgeschilderd werden.
Het gedrag van de yuppen is geen nieuw fenomeen, alhoewel de groepsbeschrijving en de focus op producten of activiteiten door de tijd veranderen. In 1899 schreef de Amerikaanse socioloog Thorstein Veblen over de nouveau riche en hun opzichtige consumptie. In de jaren 2020 werd de neologie havermelkelite populair als beschrijving van yuppen en freelancers, die hun verantwoorde gedrag opzichtig op social media posten.